# British Academy Film Awards 1951
Die 4. Verleihung der British Academy Film Awards zeichnete die besten Filme von 1950 aus.

## Preisträger und Nominierungen

### Bester Film
Alles über Eva (All About Eve) – Regie: Joseph L. Mankiewicz
Asphalt-Dschungel (The Asphalt Jungle) – Regie:  John Huston
Griff in den Staub (Intruder in the Dust) – Regie:  Clarence Brown
Heut’ gehn wir bummeln (On the Town) – Regie: Stanley Donen, Gene Kelly
Die Männer (The Men) – Regie: Fred Zinnemann
Orpheus (Orphée) – Regie: Jean Cocteau
Der Pakt mit dem Teufel (La Beauté du diable) – Regie: René Clair

### Bester britischer Film
Die blaue Lampe (The Blue Lamp) – Regie: Basil Dearden
Chance of a Lifetime – Regie: Bernard Miles
Die Nacht begann am Morgen (Morning Departure) – Regie: Roy Ward Baker
Staatsgeheimnis (State Secret) – Regie: Sidney Gilliat
Eine Stadt hält den Atem an (Seven Days to Noon) – Regie:  John Boulting, Roy Boulting
The Wooden Horse – Regie: Ian Dalrymple, Jack Lee

### Bester Film (Spezialpreis)
This Modern Age: The True Face of Japan – Regie: Unbekannt
The Charms Of Life (Les charmes de l'existence) – Regie: Jean Grémillon, Pierre Kast
The Magic Canvas – Regie: John Halas, Joy Batchelor
Mediaeval Castles – Regie: Felicity Kinross
Muscle Beach – Regie: Irving Lerner, Joseph Strick
Scrapbook for 1933 – Regie: Peter Baylis
Sound – Regie: Unbekannt

### United Nations Award
Griff in den Staub (Intruder in the Dust) – Regie:  Clarence Brown
Gnadenlos gehetzt (The Lawless) – Regie: Joseph Losey
Green Is The Mountain (La montagne est verte) – Regie: Jean Lehérissey

### Beste Dokumentation
The Undefeated – Regie: Paul Dickson
Green Is The Mountain (La montagne est verte) – Regie: Jean Lehérissey
Inland Waterways – Regie: R.K. Neilson-Baxter
Kon-Tiki – Regie: Thor Heyerdahl
Das Leben beginnt morgen (La vie commence demain) – Regie: Nicole Védrès
Die Robbeninsel (Seal Island) – Regie: James Algar
The Vatican – Regie: Hans M. Nieter